# Maike Diekmann
Maike Diekmann, née le 19 juillet 1994 à Otjiwarongo, est une rameuse namibienne. 

## Carrière
Aux Championnats d'Afrique d'aviron 2017, Maike Diekmann remporte une médaille d'argent en skiff.
Elle remporte aux Championnats d'Afrique d'aviron 2019 la médaille d'or en skiff.
Elle est nommée porte-drapeau de la délégation namibienne aux Jeux olympiques d'été de 2020 à Tokyo.